# Calendas
Las calendas (en latín: kalendæ) en el calendario romano antiguo eran el primer día de cada mes, teóricamente cuando ocurría la luna nueva o novilunio en un ciclo lunar (calendarios de Rómulo y Numa Pompilio). El vocablo «calendario» en castellano procede de esta palabra.

## Descripción
En el primer día de cada mes los pontífices anunciaban el número de días hasta el próximo mes en la Curia Calabra. Además, los deudores tenían que pagar sus deudas este día. Estas deudas se inscribían en el calendaria, una especie de libro de contabilidad.

## Etimología
El vocablo deriva del etrusco, lo que podría explicar el mantenimiento de la letra k en la escritura de las fechas, letra que entre los romanos se eliminó rápidamente sustituyéndola por la c (algunos raros términos latinos con k son frecuentemente, de hecho, de origen extranjero).
Otra explicación da un origen completamente latino: derivaría del latín antiguo calenda ('lo que debería llamarse'), del verbo calare ('llamar'), que haría referencia a la llamada del pontífice en el primer día de cada mes cuando anunciaba en voz alta al pueblo el día en que caerían las nonas, si el 5 o el 7 del mes.

## Cómputo
Las siguientes líneas de poesía ayudan a calcular el día del mes desde las calendas:

Principium mensis cujusque vocato kalendas:
Sex Maius nonas, October, Julius, et Mars;
Quattuor at reliqui: dabit idus quidlibet octo.
El primer día del mes se llama calendas;
A los seis día las nonas de mayo, octubre, julio y marzo,
A los cuatro días los demás meses;: y los idus al octavo día.

Los calendarios modernos cuentan el número de días después del primero de cada mes, sin embargo, el calendario romano contaba el número de días que faltaban para una de las fechas clave más próximas: (calendas, nonas o idus. Las nonas eran el quinto día de cada mes, pero en los meses largos (marzo, mayo, julio y octubre) eran el séptimo día del mes. Los idus, caían en los días 13 de cada mes, o en los 15 en caso de los meses largos.
Para calcular el día de las calendas del próximo mes, es necesario contar el número de días que quedan del mes actual y luego agregar dos a ese número. Por ejemplo, el 22 de abril es el décimo de las calendas de mayo (10 días antes de las calendas de mayo-ante diem decimum Kalendas Maias/Maii), porque quedan ocho días para terminar abril.

## Fiestas
Todos los meses, las calendas se dedicaban a Juno y los idus a Júpiter. Las calendas de enero eran llamadas Saturnales, que los romanos celebraban a finales de diciembre. Las Matronales eran las fiestas que las damas romanas celebraban en las calendas de marzo, mientras que las Fabariae Kalendae eran en las calendas de junio, donde se ofrecían las nuevas habas.

## Expresiones
Las calendas eran características del calendario romano, pero no estaban incluidas en el calendario griego. Consecuentemente, posponer algo ad kalendas graecas ('hasta las calendas griegas') era una expresión coloquial para posponer algo indefinidamente.
Esta frase sobrevivió durante muchos siglos en griego y en lenguas romances (italiano: alle calende greche; francés: aux calendes grecques; portugués: às calendas gregas; rumano: la calendele grecești; español: hasta las calendas griegas).